# Костел Непорочного Зачаття Пресвятої Діви Марії (Ромни)
Костел Непорочного Зачаття Пресвятої Діви Марії — римо-католицька церква у місті Ромни. Розташовується на вулиці Героїв Роменщини, 246.

## Історія
Здогадно, перший римо-католицький храм у Ромнах побудував Ярема Вишневецький у 1630х роках. Час його руйнування невідомий, та пізніше тривалий час у місті не було католицького храму. Наприкінці XIX століття Ромни стали зростати разом зі зростанням промисловості, серед нового населення були римо-католики. 
Сучасний храм збудований на початку XX століття, інженер Ясновський, фундатор священик Йоан Даугіс (що був з приходу у Гросс-Вердері (нині — Зеленівка на Чернігівщині). Костел 1910 року консекрував єпископ-помічник Могильовський Ян Цепляк.
Храм побудований з червоної цегли, з чотирма прямокутними колонами-капітелями доричного ордеру, які вибудувані обабіч вхідних дверей. Над дверима міститься ліплення у вигляді двох накладних кругів, які є гарним обрамленням для вітражного вікна. Вікно у вигляді пелюсток квітки, які нагадують лілію, символ чистоти й непорочності Божої Матері. З боку двору напівкругла апсида. Первісно культова споруда була огороджена по периметру. Цегляні пілони підтримували легке металеве плетиво. Висока кам'яна дзвіниця вивищувалася з лівого боку костьолу. 
До встановлення радянської влади місцевих римо-католиків обслуговував о. Станіслав Домбровський. 
Церква була конфіскована радянською владою та передана політехнічному технікуму (нині коледж КЕНУ), який розмістив тут власні майстерні. Дзвіниця була повністю знищена. Про її існування нагадує тільки вузька смужка зруйнованої стіни.
Після відновлення релігійної свободи літургії католицької громади проводились напроти костьолу просто неба. 
8 грудня 1999 року в день, коли християни латинського обряду відзначають свято Непорочного зачаття Діви Марії, було прийнято рішення про передачу релігійній громаді другого поверху костьолу. Настоятелем став отець Станіслав Танатаров. 
26 квітня 2002 року Кабінет Міністрів України розпорядженням передав всю будівлю костелу католицькій громаді.  
З 2016 року службу у храмі проводять францисканці.